# Гуго Еккенер
Гуго Еккенер (нім. Hugo Eckener; 10 серпня 1868, Фленсбург — 14 листопада 1954, Фрідріхсгафен) — німецький повітроплавець, конструктор дирижаблів.

## Біографія
Народився в родині дрібного торговця і кустарного виробника сигар і дочки шевця. У 1888 році закінчив Фленсбурзьку гімназію і вступив на кафедру філософії Мюнхенського університету. З 1890 або 1889 року навчався в Берлінському, а з 1891 — в Лейпцизькому університетах, де вивчав також психологію, економіку та історію. Захистив докторську дисертацію на тему сприйняття коливань при мінімальних подразненнях органу чуття. Після цього повернувся до Фленсбургу, щоб відбути військову повинність. Після закінчення служби Гуго Еккенер залишився у Фленсбурзі і займався журналістикою і вітрильним спортом на Балтійському морі. У 1897 році одружився з дочкою господаря фленсбургского друкарні, після чого молодята вирушили в тривалу подорож Близьким Сходом. Після повернення до Німеччини Гуго Еккенер з дружиною оселився в Мюнхені, де він продовжив роботу над невеликою книгою «Брак робочої сили або грошовий голод?» на тему проблем капіталізму. Починаючи з 1900 року Еккенер писав статті в "Франкфуртську газету, від якої незабаром отримав пропозицію написати репортаж про експериментальні польоти дирижабля графа Цепеліна. Гуго Еккенер написав досить критичний репортаж, будучи тоді ще противником дирижаблів. Пізньої осені 1905 року граф Цепелін здійснивив черговий експериментальний політ на своєму дирижаблі, який закінчився вимушеною посадкою в горах. Гуго Еккенер оглянув місце приземлення дирижабля, після чого знову написав критичну статтю для «Франкфуртської газети», в якій наводилися пропозиції з ліквідації технічних проблем. Після цього граф Цепелін особисто з'явився до Еккенера з метою проведення бесіди про технічні проблеми дирижабля. Результатом стало включення Еккенера в роботи із створення досконалішого літального апарата. Крім посильної участі в технічній роботі, Гуго Еккенер писав газетні статті на захист нового проекту. Цією роботою він був зайнятий до червня 1908, коли новий дирижабль графа Цепеліна зазнав аварії. Однак ця катастрофа, щасливим чином обійшлася без людських жертв і не завдала особливого збитку його справі, оскільки дирижаблі стали вельми популярними в народних масах і протягом короткого часу були зібрані пожертвування в розмірі 6 000 000 марок. Гуго Еккенер залишився при графі Цепеліні.
У 1910 році Гуго Еккенер отримав посаду капітана дирижабля і керуючого польотами в створеному графом Цепеліном акціонерному товаристві «Німецькі дирижаблі». Після початку Першої світової війни в 1914 році Гуго Еккенер подав прохання на прийняття його в Військово-повітряні сили з метою управління бойовим дирижаблем, але замість цього Хуго Еккенер був призначений інструктором льотчиків в льотній школі в містечку Нордгольц. Після смерті графа Цепеліна в 1917 році Гуго Еккенер зайняв його місце. Додому він повернувся лише в листопаді 1918 року, під кінець війни. За умовами мирного договору Німеччині було заборонено будувати дирижаблі великого розміру, що сильно вдарило по діяльності Гуго Еккенера.
У 1920 році почалися переговори між компанією Гуго Еккенера і ВМС США щодо будівництва великого дирижабля для американської армії. Гуго Еккенер запропонував передати американцям дирижабль нової конструкції за умови, що США відмовиться від репарацій 3 200 000 марок золотом. У 1921 році уряд США погодився прийняти ці умови. У 1922 році почалося будівництво дирижабля LZ 126. Повітряний корабель був завершений у вересні 1924 року. Згідно з умовами, дирижабль повинен був бути доставлений на територію США компанією Гуго Еккенера. Він ухвалив рішення управляти LZ 126 самостійно.
12 жовтня 1924 року (12 жовтня 1492 року Христофор Колумб відкрив Америку) дирижабль LZ 126 вилетів під керуванням Гуго Еккенера в США. 15 жовтня повітряний корабель пролетів над Нью-Йорком і приземлився в Лейкхерсті. Після багатьох зустрічей, церемоній, званих обідів і т. ін. Еккенер в другій половині листопада 1924 роки повернувся на пароплаві до Німеччини.
Після цього Еккенер працював над будівництвом найсучаснішого дирижабля — LZ 127 «Граф Цепелін». Корабель був закінчений в 1928 році, і в кінці того ж року Гуго Еккенер зробив на ньому кілька експериментальних польотів.
У 1929 році Еккенер вирішив облетіти з метою реклами земну кулю на дирижаблі. 1 серпня дирижабль під керівництвом Еккенера вилетів з Фрідріхсгафена у напрямку до Лейкхерста, тобто на захід. Справа в тому, що переліт повинен був офіційно стартувати в Лейкхерсті, в напрямку на схід. Іншими словами, Гуго Еккенеру треба було перелетіти Атлантику два рази. Пов'язано це було з тим, що третина потрібної для польоту суми дав один американський капіталіст, чиєю умовою були початок і кінець експедиції на території США. 5 серпня дирижабль прибув в Лейкхерст, а 7 серпня почалася «офіційна» частина польоту. 9 серпня дирижабль ширяв над Ла-Маншем, а 10 серпня приземлився у Фрідріхсгафені. 15 серпня розпочався безпосадочний переліт в Токіо за маршрутом «Фрідріхсгафен — Ульм — Нюрнберг — Лейпциг — Берлін — Штеттін — Данциг — Кенігсберг — Тільзит — Вологда — Перм — гирло Іртиша (район Ханти-Мансійська) — гирло Нижньої Тунгуски (район Туруханська) — Якутськ — Аян — Ніколаєвськ-на-Амурі — Токіо». Потім був здійснений безпосадочний переліт над Тихим океаном «Токіо — Сан-Франциско — Лос-Анджелес». Таким чином, Еккенер зробив перу в історії навколосвітню подорож на дирижаблі.
У 1931 році в Арктику повинен був вирушити на підводному човні відомий полярний дослідник Губерт Вілкінс, щоб зустрітися з Гуго Еккенером на Північному полюсі і обмінятися філателістичною поштою. Еккенер цю пропозицію прийняв. 24 липня 1931 року з Фрідріхсгафена в напрямку Північного полюса вилетів дирижабль «Граф Цепелін» з Гуго Еккенером. Після короткочасної зупинки в Берліні, дирижабль полетів через Штеттін, Гельсінкі і Нарву в Ленінград, де була здійснена чергова зупинка. 26 липня політ відновився за маршрутом «Ленінград — Ладозьке озеро — Онезьке озеро — гирло Онега — Архангельськ — Біле море — Баренцове море — Земля Франца-Йосифа». Поруч із Землею Франца-Йосифа «Граф Цепелін» сів на воду, після чого сталася запланована зустріч з екіпажем радянського криголама «Малигін». Після обміну філателією дирижабль піднявся в повітря і полетів в бік Арктичного мису, північної частини Північної Землі. Пролетівши над Північною Землею, експедиція Гуго Еккенера заглибилась в Таймирський півострів і, пролетівши над озером Таймир, попрямувала до гирла Єнісею. Скинувши над Діксоном привезені з Ленінграда провіант і пресу, «Граф Цепелін» попрямував до мису Бажання, північного краю Нової Землі. Пролетівши 29 липня над усією Новою Землею від півночі до півдня, дирижабль попрямував в сторону Ленінграда. Треба відзначити, що зустріч з Губертом Вілкінсом через неполадки на його підводному човні так і не відбулася.
Отримавши пропозицію почати поштове сполучення «Амстердам — Батавія», Гуго Еккенер зробив в кінці 1932 — на початку 1933 року поїздку в Індію з метою обстеження можливих місць для дирижаблів. Повернувся Гуго Еккенер в Німеччину вже після приходу до влади нацистів 30 січня 1933 року.
Відносини Гуго Еккенера з нацистами залишалися прохолодними. Ще в 1932 році він судився з їхньою гумористичною газетою «Кропива», яка надрукувала на нього карикатуру. Передумовою була вимовлена ним антинацистська промова. В результаті «Кропива» була змушена відшкодувати Еккенеру моральну шкоду в розмірі 50 рейхсмарок. Під час існування Третього рейху Еккенер кілька разів відкидав пропозиції нацистів вести пропаганду на користь Гітлера і його ідей. Крім того, Гуго Еккенер так і не вступив у НСДАП.
Помер Гуго Еккенер 14 серпня 1954 року в своєму приватному будинку у Фрідріхсгафені.

## Нагороди
- Залізний хрест
  - 2-го класу на біло-чорній стрічці для некомбатантів (1915 або 1916)
  - 1-го класу (1917)
- Медаль Котеніуса (1925)
- Медаль Ноймайєра
- Золота медаль британського Королівського товариства аеронавтики
- Золота медаль Деніела Гуггенгайма
- Золота медаль Національного географічного товариства за навколосвітню подорож (1929)
- Золота авіаційна медаль ФАІ (1931)
- Золота медаль Лейбніца (1932)
- Медаль Кармарша (1934)
- Почесний хрест ветерана війни
- Командорський хрест ордена «За заслуги перед Федеративною Республікою Німеччина» (1952)

### Почесні звання
- Почесний громадянин міста Нью-Йорк (1924)
- Почесний громадянин міста Фленсбург (1924)
- Почесний член Леопольдини
- Почесний доктор технічних наук Вищої технічної школи Граца (1925)
- Почесний сенатор Тюбінгенського університету (1925)
- Почесний член Асоціації історії Боденського озера та його околиць (1938)
- Лідер воєнної економіки

## Вшанування пам'яті
- Ім'я Гуго Еккенера носять численні вулиці та інші об'єкти в Німеччині.
- В 1928 році німецький композитор теодор Кріггоф написав «Марш доктора Еккенера». В тому ж році ще один «Марш доктора Еккенера» написав композитор Каспар Зілер.

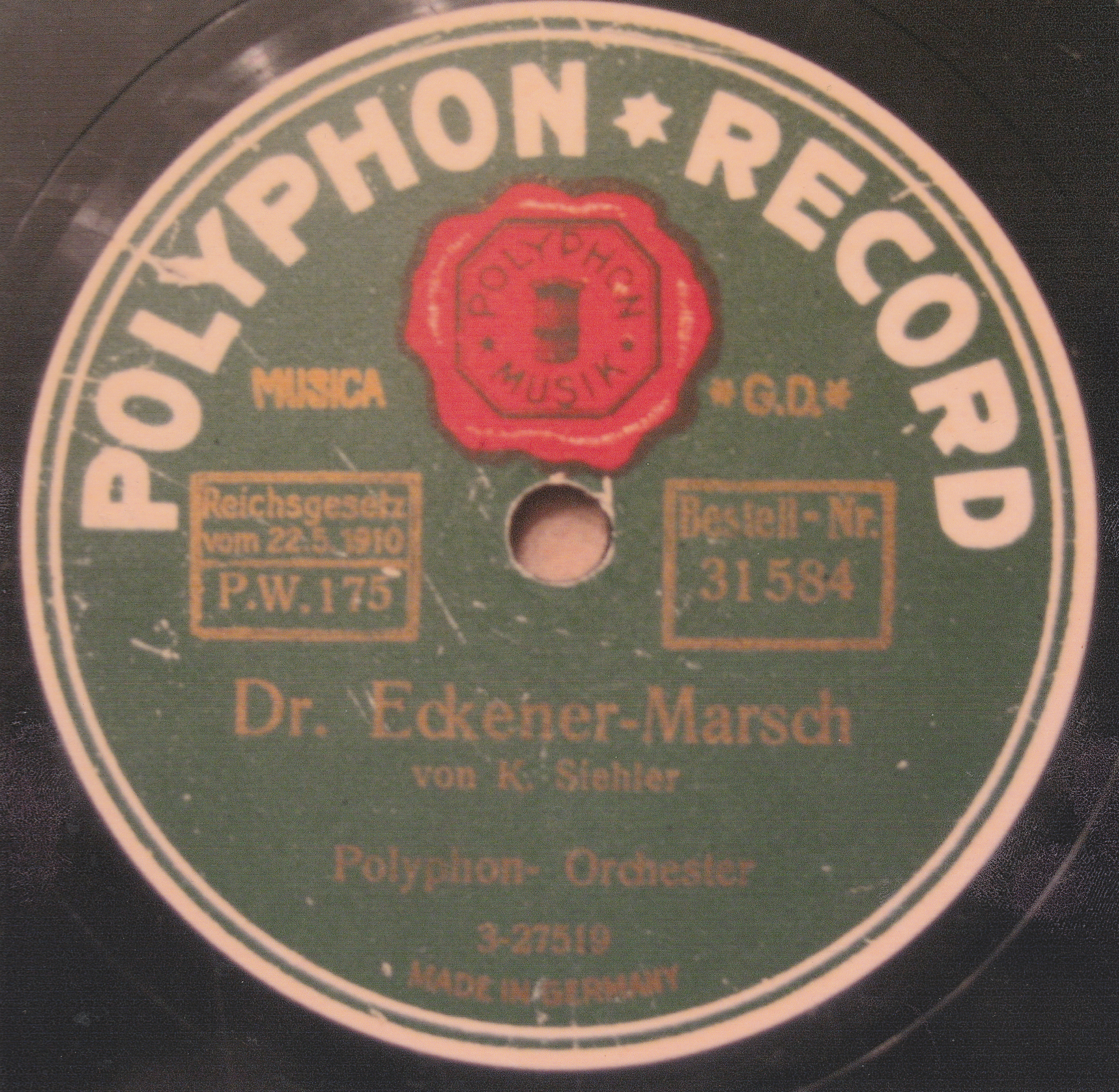
Платівка з «Маршем доктора Екенера» Каспара Зілера (1928).
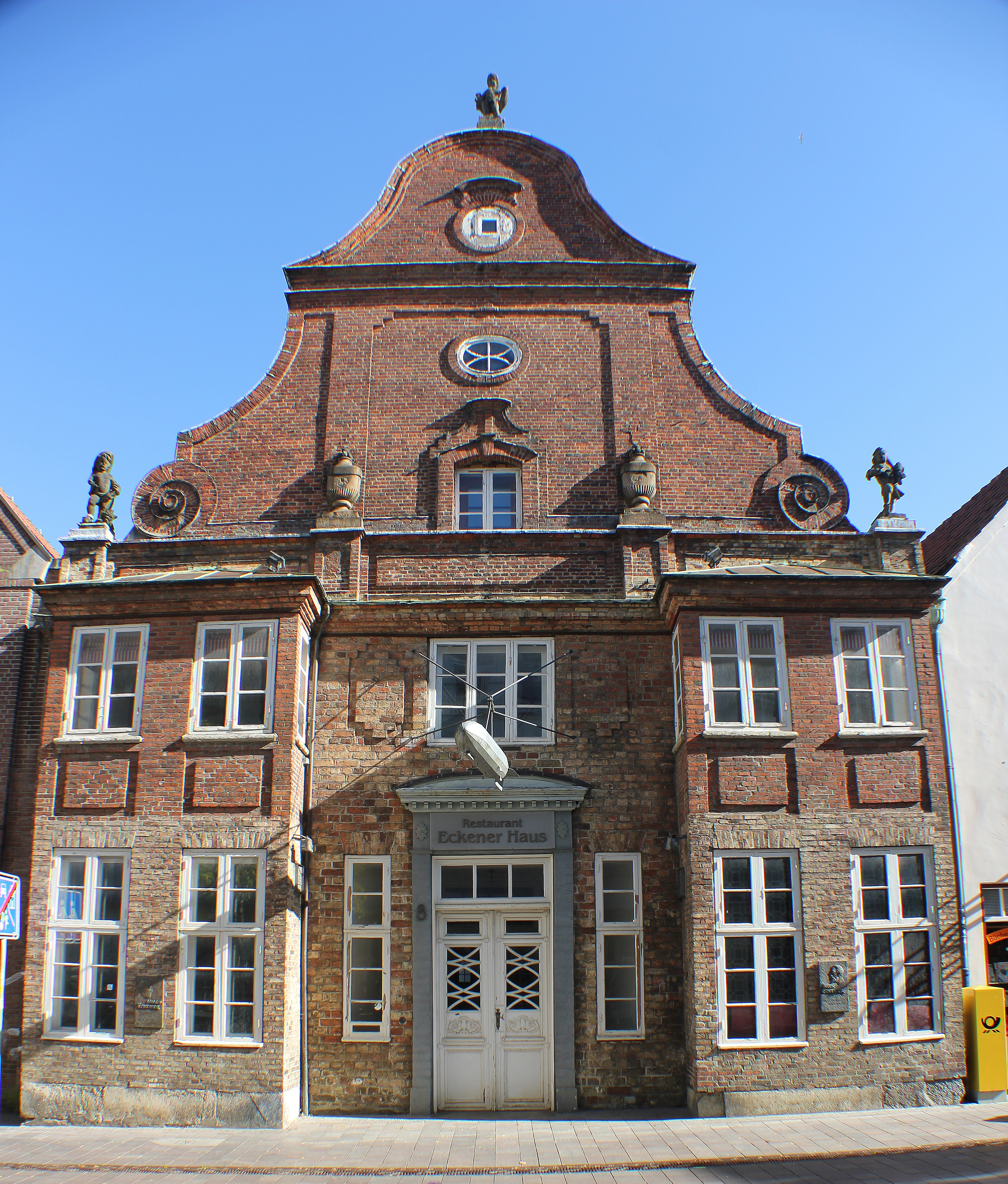
Дім Еккенера (Фленсбург).
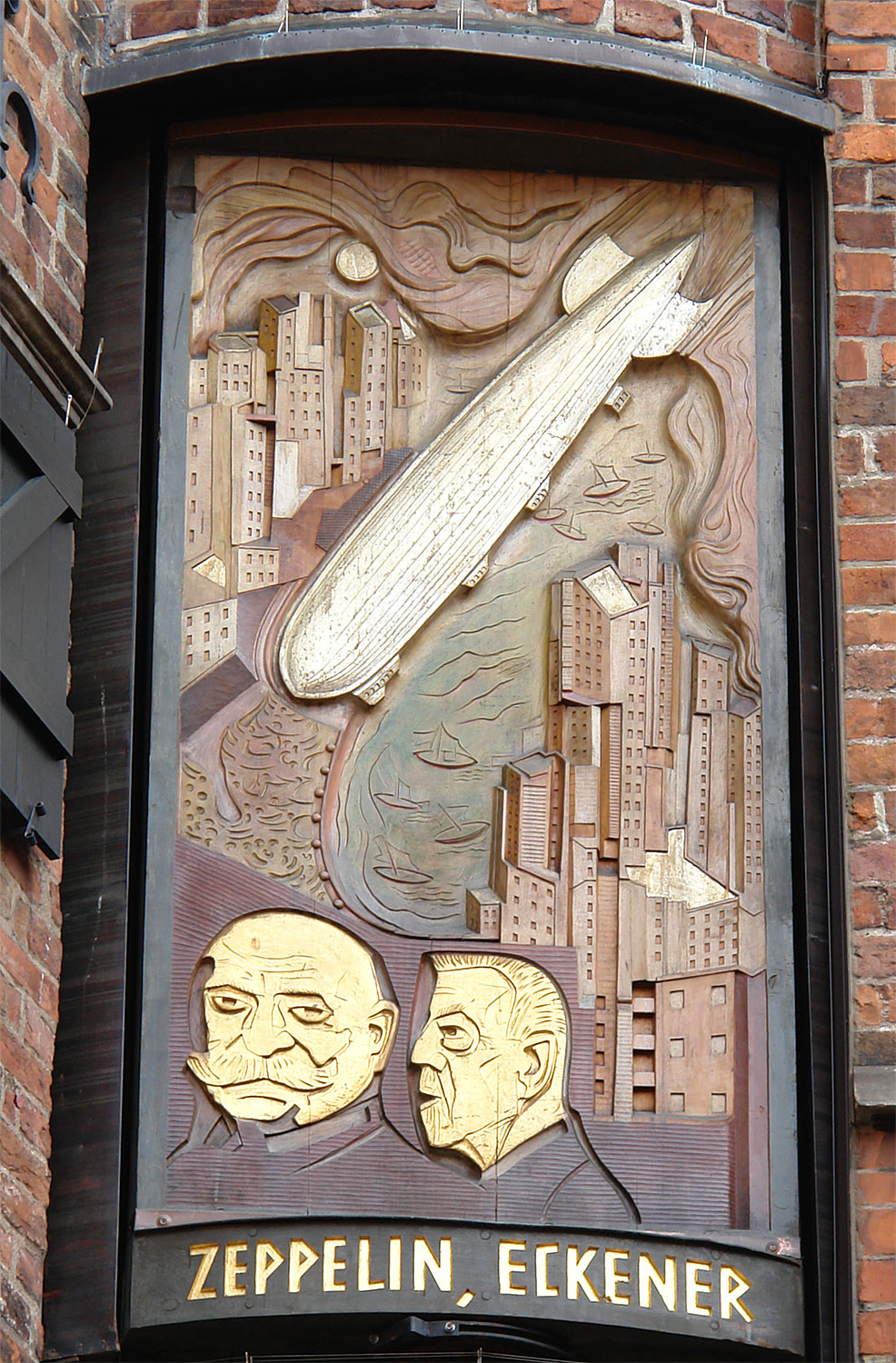
Пам'ятна табличка на честь Фердинанда фон Цеппеліна та Гуго Еккенера (Бремен). Автор — Бернгард Гетгер.
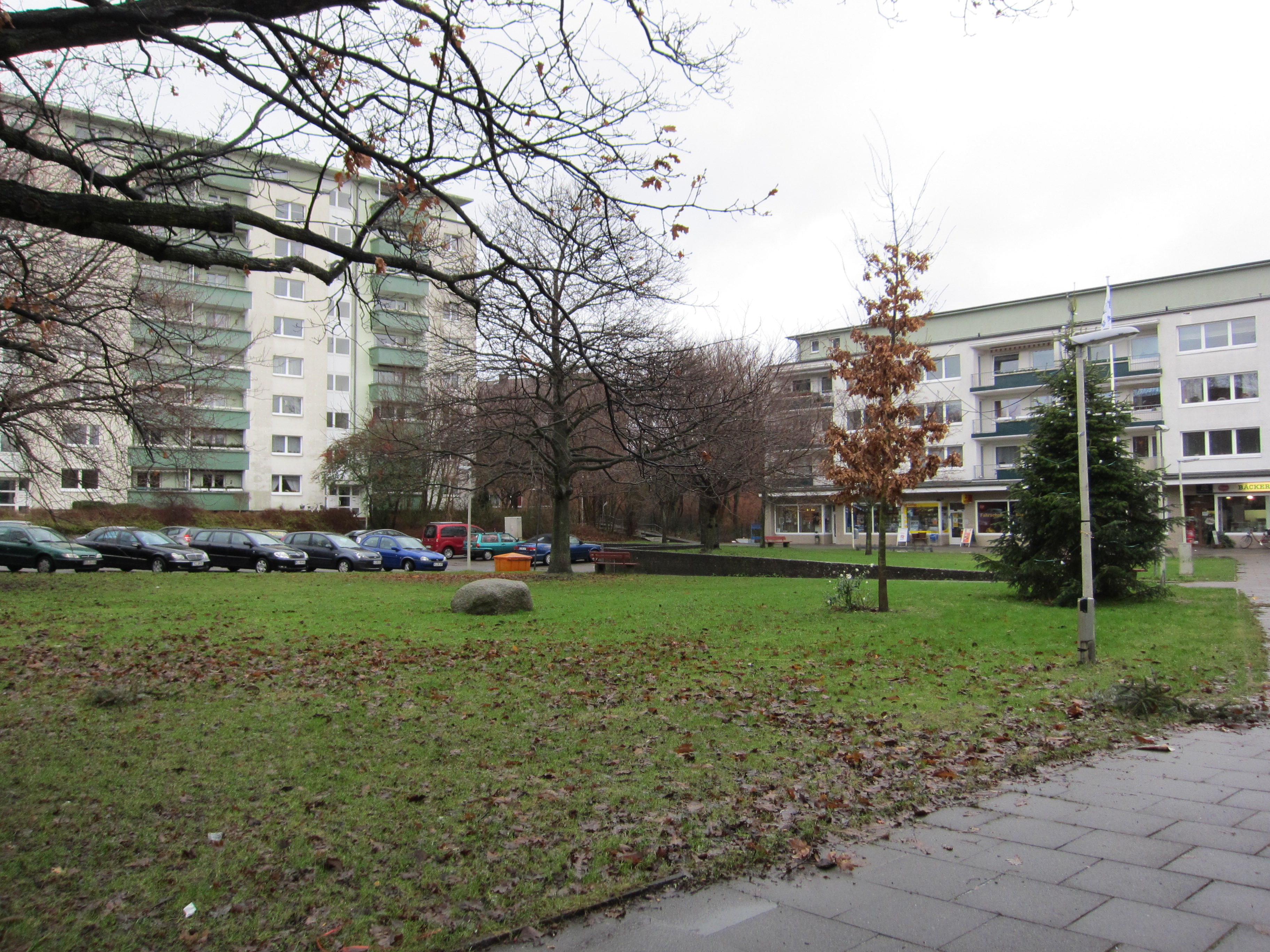
Площа Еккенера (Кіль).